# Pale Male

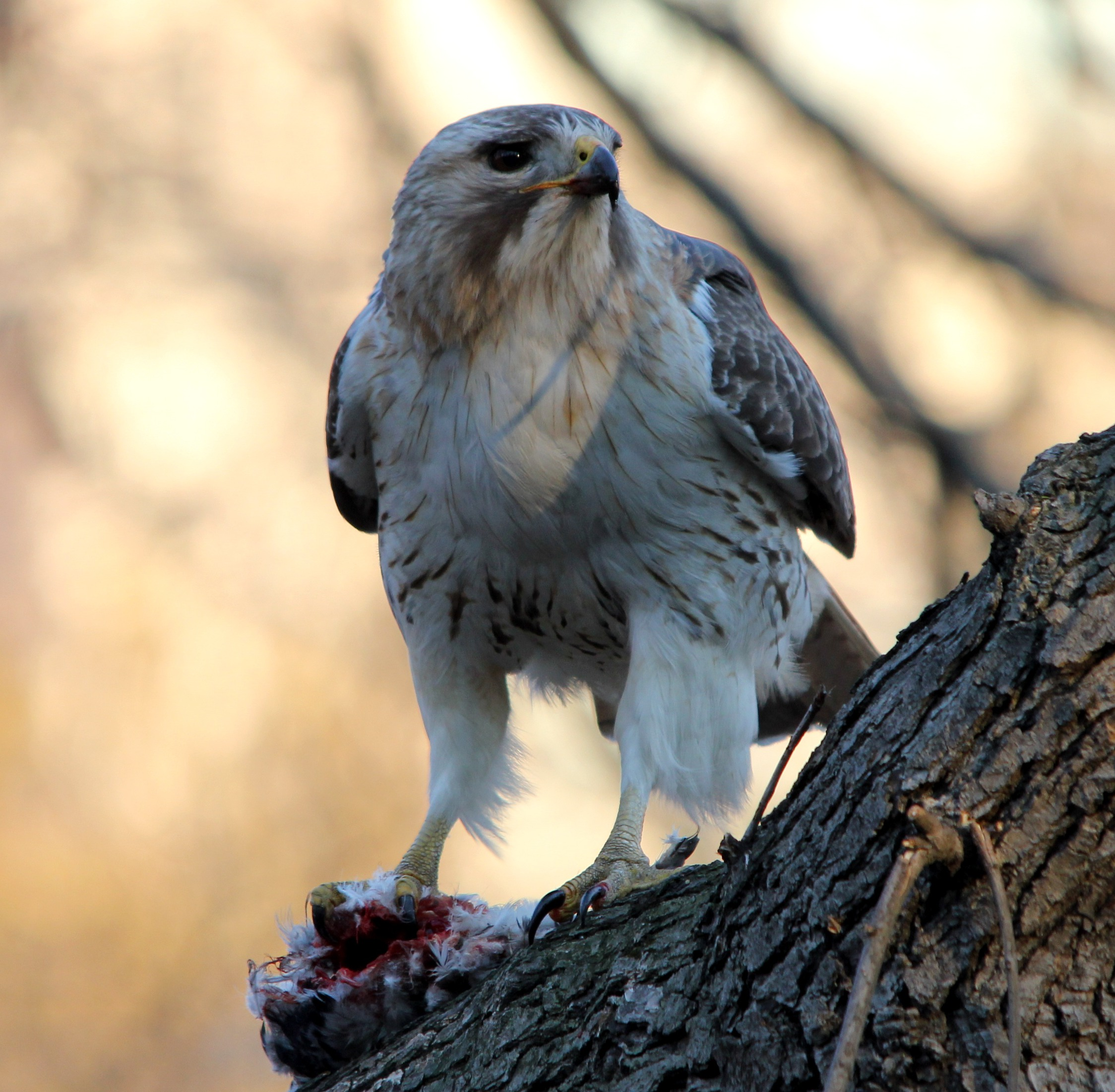
Pale Male in 2011

Pale Male is een roodstaartbuizerd die sinds 1991 in New York leeft.
Een tijdlang had hij een nest aan de gevel van een pand aan Fifth Avenue (Manhattan) met uitzicht op Central Park.
Hij werd na verloop van tijd een bekende verschijning onder vogelspotters. Nadat er een boek en film over hem gemaakt was werd hij nog beroemder.
De buizerd uit de bekende kinderfilm Stuart Little is een knipoog naar Pale Male. Deze buizerd woont ook al jaren in de stad New York, en woont ook aan Central Park.
In 2004 werd zijn nest verwijderd van de gevel van 927 Fifth Avenue. Dit leidde tot grote verontwaardiging en maakte Pale Male opeens wereldberoemd.
Een paar jaar later bouwden Pale Male en zijn vrouwtje een nieuw nest aan de gevel van het Beresford-appartementencomplex.